# Larry R. Dalton
Larry Raymond Dalton  (* 25. April 1943 in Belpre, Ohio) ist ein US-amerikanischer Chemiker.
Dalton studierte an der Michigan State University mit dem Bachelor-Abschluss 1965 und dem Master-Abschluss 1966 (bei James L. Dye) und wurde 1971 bei Alvin Kwiram an der Harvard University in Chemie promoviert, (Thema Magnetic resonance, double resonance, and relaxation studies of solid-state organic materials). 1971 wurde er Assistant Professor und später Associate Professor an der Vanderbilt University. 1977 bis 1982 war er Professor an der State University of New York at Stony Brook (SUNY) (und hatte gleichzeitig eine Forschungsprofessur an der Medical School der Vanderbilt University seit 1977) und ab 1982 war er Professor an der University of Southern California (USC). 1998 wurde er Professor an der University of Washington.
An der SUNY befasste er sich unter anderem mit Proteinen der Blutkörperchen und leitenden Polymeren. An der USC befasste er sich mit nichtlinearen optischen Materialien und DNA Mutagenese. Er ist vor allem bekannt für Forschungen zur Nichtlinearen Optik und elektro-optischen Materialien mit Polymeren. An der University of Washington war er einer der Gründer des Nanotechnologie-Zentrums.
1974 bis 1977 war er  Sloan Research Fellow und 2011 erhielt er den  Linus Pauling Award. 1996 erhielt er den Tolman Award und 2003 den ACS Award in the Chemistry of Materials.

## Schriften
- Nonlinear Optical Polymeric Materials: From Chromophore Design to Commercial Applications, Advances in Polymer Science 158, 2002, 1–86, Abstract